# 和田輪
和田 輪（わだ りん、3月14日 - ）は、日本の女性アイドル、歌手、VTuber。女性アイドルグループ・エレクトリックリボンのメンバー、Maison book girlの元メンバー。VTuberとしてはカタカナ表記の「ワダリン」を使用。北海道旭川市出身。

## 略歴
高校卒業後、美術大学の彫刻科に入学するため上京。
高校時代からでんぱ組.incが好きで、特に夢眠ねむの影響を受けていたこともあって、上京後の2013年7月11日、秋葉原の憧れの店でアルバイトを始め、1年で美大を中退。
2015年3月27日、Maison book girlに加入。
2018年の夏からVTuberとしての活動を開始。8月12日に難易度が高いとされるMacとiOSでの「バーチャル美少女受肉」（バ美肉）を果たす。
2021年5月30日、Maison book girl活動終了。同年9月11日、Twitterで音楽活動を続けること、現在作品を制作中であることを発表、11月18日にソロ作品「鉄塔ダンスフロア/邪悪な人たち」をリリース。
2022年2月5日、ライターの白石倖介（「コース」名義でラッパーとしても活動）と結婚したことを発表。その際、夢眠ねむが証人となっている。
2024年7月31日、エレクトリックリボン加入を発表。8月15日にお披露目ライブを開催。

## 人物・エピソード
「和田輪」の名付け親は、Maison book girlプロデューサー・サクライケンタの知人で夢眠とも交友関係がある中野ロープウェイ店主のイトウ。
眼鏡がトレードマークで、人前に出るときには常に着用している。2017年には、眼鏡専門店で配布されているフリーペーパー「NOAeyes」の表紙を飾ったり、愛用している眼鏡固定器具「メガロック」発売元のハセガワ・ビコーへの会社訪問を行い、「メガロック」とのコラボ商品をオフィシャルグッズとして販売している。
美大を中退したのは、岩の絵を描くのが辛かったこと、3Dプリンタの普及でパソコンで作ったデータを実在として落としこめる手段ができたことを理由として挙げている。

## 作品

### 楽曲
- 「PRISM DRIVE」（「輪廻むい」名義。コンピレーション・アルバム『ツキイチ!〜DearStage2014〜』（2015年1月31日、Dearstage Records）収録）
- 「鉄塔ダンスフロア/邪悪な人たち」（2021年11月18日）[8]
  - 鉄塔ダンスフロア（作詞：かわむら、作曲/編曲：ポップしなないで）邪悪な人たち（作詞/作曲/編曲：オガワコウイチ）

## 出演

### ミュージックビデオ
- ポップしなないで「魔法使いのマキちゃん」（2017年）[19]

## ライブ
- 吉河まつり2022（2022年1月7日、STAR LOUNGE）
- 吉田豪×南波一海の"このアイドルが見たい"2022肇春（2022年1月22日、LOFT9 Shibuya）